# Edward Jurkiewicz
Edward Jurkiewicz, né le 22 janvier 1948, à Pruszcz Gdański, en Pologne, est un ancien joueur polonais de basket-ball. Il évolue durant sa carrière au poste d'ailier. 

## Palmarès
- Coupe de Pologne 1976, 1978, 1979
- Meilleur marqueur du championnat d'Europe 1971